# Onthophagus brooksi
Onthophagus brooksi är en skalbaggsart som beskrevs av Matthews 1972. Onthophagus brooksi ingår i släktet Onthophagus och familjen bladhorningar. Inga underarter finns listade i Catalogue of Life.